# Paul Van Den Bosch
Paul Van Den Bosch (Herentals, 1957) is een Belgisch sportcoach.

## Biografie
Paul Van Den Bosch (28 maart 1957) is master in de lichamelijke opvoeding en bewegingswetenschappen (KULeuven 1978). In 1982 werd hij triatleet en stopte hiermee in 1988. Hij werd daarna coach van heel wat topsporters, onder andere van Eric Geboers, Georges Jobé, Marc Herremans, Sven Nys, Tim Wellens, Thomas De Gendt en André Greipel. Met zijn atleten behaalde hij 5 Europese en 12 wereldtitels in 5 verschillende sportdisciplines. 
In 2009 richtte hij samen met Bob Verbeeck, CEO van Golazo Sports, Energy Lab op.
Paul Van Den Bosch schreef meer dan 20 boeken waaronder in 2016 Coach voor het leven, Act like a Coach.